# Альшевский, Станислав Владимирович
Станисла́в Влади́мирович Альше́вский (род. 9 мая 1991, Нижнекамск, Татарская ССР) — российский хоккеист.

## Биография
Брат-близнец хоккеиста Ярослава Альшевского. Воспитанник нижнекамского хоккея, выступал за местный «Реактор» в молодёжной хоккейной лиге. Сезон 2011/12 провёл в Высшей хоккейной лиге, выступая за пензенский «Дизель». В сезоне 2012/13 дебютировал в КХЛ за «Нефтехимик». В команде провёл 3 сезона, сезон 2015/16 играл во Владивостоке за местный «Адмирал». Сезон 2016/17 начал в «Нефтехимике», выступая также в ВХЛ за «Ариаду». 15 октября 2016 года вместе с братом перешёл в китайский «Куньлунь».